# Saison 1 de Cobra Kai
Chronologie
Saison 2
Cet article présente le guide des épisodes de la première saison de la série télévisée américaine Cobra Kai.

## Synopsis
Johnny Lawrence a désormais la cinquantaine et est à la dérive. Il vit désormais dans le quartier de Reseda, bien loin du luxe d'Encino où il vivait avec son beau-père tyrannique, Sid Weinberg. Johnny a eu un fils, Robbie, avec Shannon Keene, sa compagne de l'époque. Mais il les a tous les deux abandonnés le jour de la naissance, qui coïncide avec celui de la mort de sa mère, Laura.
Après avoir perdu son emploi, Johnny va tenter de rouvrir le dojo de karaté Cobra Kai. Ce faisant, il ravive sa rivalité avec Daniel LaRusso, qui de son côté a réussi dans les affaires, mais lutte pour maintenir l'équilibre dans sa vie en l'absence des conseils de son mentor, M. Miyagi. Daniel est marié à Amanda avec laquelle il a deux enfants : Samantha et Anthony.
Les deux hommes font face aux démons du passé et aux frustrations du présent de la seule façon qu'ils connaissent : le karaté.

## Distribution

### Acteurs principaux
- Ralph Macchio (VF : Maurice Decoster) / (VF : Alexis Tomassian) (version jeune) : Daniel LaRusso
- William Zabka (VF : Alexis Victor) / (VF : Donald Reignoux) (version jeune) : Johnny Lawrence
- Courtney Henggeler (VF : Audrey Sourdive) : Amanda LaRusso
- Xolo Maridueña (VF : Damien Zanoly) : Miguel Diaz
- Tanner Buchanan (VF : Jim Redler) : Robby Keene
- Mary Mouser (VF : Camille Timmerman) : Samantha LaRusso

### Acteurs récurrents
- Jacob Bertrand (VF : Baptiste Mège) : Eli « Hawk » Moskowitz
- Gianni Decenzo (VF : Tom Trouffier) : Demetri Alexopoulos
- Nichole Brown (VF : Valérie Bachère) : Aisha Robinson
- Hannah Kepple (VF : Clara Soares) : Moon
- Vanessa Rubio  (VF : Sophie Riffont) : Carmen Diaz
- Rose Bianco : Rosa Diaz
- Diora Baird (VF : Stéphanie Lafforgue) : Shannon Keene
- Owen Morgan (VF : Jean-Cyprien Chenberg) : Bert
- Bret Ernst (VF : Erwan Tostain) : Louie LaRusso Jr.
- Dan Ahdoot (en) (VF : Stéphane Pouplard) : Anoush Norouzi
- Joe Seo (VF : Julien Crampon) : Kyler Park
- Annalisa Cochrane (VF : Joséphine Ropion) : Yasmine
- Griffin Santopietro (VF : Clara Soares) : Anthony LaRusso
- Bo Mitchell : Brucks
- Ed Asner (VF : José Luccioni) : Sid Weinberg
- Susan Gallagher (VF : Delphine Braillon) : Lynn
- Kwajalyn Brown : Sheila
- Jonathan Mercedes (VF : Jean-Michel Vaubien) : A. J.

### Invités
- David Shatraw (en) (VF : Gérard Darier) : Tom Cole
- Ken Davitian (VF : Jacques Bouanich) : Armand Zarkarian
- Candace Moon : Laura Lawrence
- Martin Kove (VF : Patrice Keller) : John Kreese

## Liste des épisodes
1. Le Roi des tarés (Ace Degenerate)
2. Frappe le premier (Strike First)
3. Esqueleto (Esqueleto)
4. Cobra Kai ne meurt jamais (Cobra Kai Never Dies)
5. Compensation (Counterbalance)
6. Frisson (Quiver)
7. All Valley (All Valley)
8. Mue (Molting)
9. Différents mais pareils (Different but Same)
10. Pitié (Mercy)

### Épisode 1:Le Roi des tarés(Ace Degenerate)
Trente-quatre ans se sont écoulés depuis sa défaite en 1984 face à Daniel LaRusso. John Lawrence a toujours du mal à digérer l'humiliation qu'il a subie. Alors que Daniel LaRusso est devenu propriétaire d'une chaîne de concessionnaire automobile prospère, Johnny Lawrence gagne difficilement sa vie en occupant un poste de journalier. Après avoir insulté une cliente, Lawrence perd son emploi. Un soir, Johnny se fait arrêter par la police en tentant de sauver son jeune voisin aux prises avec un groupe de voyous qui le brutalisaient. Après avoir été libéré, Johnny reçoit la visite de son riche beau-père condescendant, Sid Weinberg, qui offre un chèque à Johnny et le renie officiellement. Miguel, impressionné par la façon avec laquelle Johnny l'a défendu, demande à Johnny de lui enseigner le karaté, mais il refuse.

### Épisode 2:Frappe le premier(Strike First)
Daniel a tout pour être heureux, il a un travail aisé, une épouse aimante et deux charmants enfants, mais pour lui c'est l'inquiétude quand il voit que son ancien rival Johnny a ouvert un dojo Cobra Kai. Il finit par douter de lui, d'autant que les relations avec sa fille Samantha sont tendues et il ne semble pas savoir quoi faire pour se rapprocher d'elle. Samantha a d'ailleurs organisé une fête au domicile de ses parents, avec des amies au comportement peu appréciable. Daniel se souvenant des conseils et de la sagesse que lui a transmis il y a des années son maitre avant sa mort, il décide pour désamorcer le conflit en invitant le petit copain de sa fille à dîner (ce dernier étant l'un des agresseurs de Miguel).

### Épisode 5:Compensation(Counterbalance)
Pour payer une partie des factures en attendant d'avoir de nouveaux élèves, Johnny sous-loue le dojo à un club de yoga ce qui selon lui est une honte, mais nécessaire. Daniel ayant compris que c'était Johnny qui a tagué son affiche décide de riposter en s'adressant à la seule personne qui peut faire quelque chose, le propriétaire de plusieurs commerces à Reseda. Sam, de son côté, semble délaissée par ceux qui semblaient être ses amis et cela depuis que Kyler a répandu une rumeur des plus désobligeantes à son sujet. Miguel finit par prendre la défense de Sam dans le réfectoire pendant le déjeuner, et réussit à neutraliser Kyler et ses amis grâce à son entraînement.

### Épisode 6:Frisson(Quiver)
À la suite de la bagarre entre Miguel et Kyler au lycée, Johnny voit avec surprise une trentaine de candidats pour intégrer Cobra Kai. Bien qu'il soit ravi de voir beaucoup de nouveaux élèves, il n'est pas satisfait de voir la nouvelle fréquentation de son dojo, en grande partie composée de ratés, et n'hésite pas à les rabaisser. Daniel, qui s'est remis au karaté, semble enfin trouver l'équilibre qu'il avait perdu et ne semble plus éprouver aucune haine envers son rival concessionnaire ou même Johnny qui a tagué son affiche. Seulement il semble vouloir ne pas s'entraîner seul et cherche par tous les moyens d'enrôler des membres de sa famille qui ne sont pas intéressés. Sam, qui est bien décidé à laisser cette rumeur s'estomper d'elle-même, semble pourtant bien affectée et s'intéresse à Miguel. Elle tentera de se rapprocher de lui au lycée.

### Épisode 7:All Valley(All Valley)
Daniel décide de prendre Robby sous son aile et en fait son disciple de karaté. Pour cela il lui prodigue le même enseignement que Daniel a reçu de maître Miyagi trente-quatre ans auparavant (associer les corvées à l'enseignement du kata, la base même du karaté). Robby apprécie car il tient sa vengeance, mais il est rattrapé par ses « amis » qui veulent cambrioler la concession LaRusso et n'hésitent pas à le menacer pour avoir le code d'accès. Se souvenant de ce qu'il a partagé récemment avec son professeur, il hésite et finit par demander conseil à Daniel de manière indirecte.

### Épisode 8:Mue(Molting)
Johnny a réussi, son dojo participera au tournoi, mais semble un peu réticent. En effet, malgré la motivation de ses élèves, ces derniers ne sont pas prêts à combattre, et son seul atout serait Miguel qui allie force, sang-froid et dextérité. Robby a pour sa part décidé de tourner le dos à sa vie de délinquant et veut tout avouer à Daniel sur ses réelles motivations d'apprendre le karaté, mais il est inquiet de sa réaction. Daniel l'emmène à une excursion en foret pour parfaire son entraînement, sans se douter de son identité, alors que sa mère lui rend visite et se retrouve à nouveau avec Amanda avec qui elle n'est jamais réellement entendue.

### Épisode 9:Différents mais pareils(Different but Same)
Robby est intrigué par un coup de karaté que Daniel a tenté (en équilibre sur une main pour frapper avec deux jambes) et tente à son tour de le reproduire. Cependant, le coup requiert à la fois équilibre et concentration, ce que le jeune adolescent n'a pas. De plus, il s'entend bien avec Sam et souhaite se rapprocher d'elle. Il l'aide à échapper d'une punition que sa mère lui a infligée à la suite de l'accident qu'elle a provoqué en percutant la voiture de Johnny.
Johnny veut régler ses comptes avec Daniel pour de bon, en l'attaquant directement chez lui après que Louie a brûlé et détruit sa voiture. Sur les conseils de sa femme, Daniel emmène Johnny au concessionnaire pour qu'il choisisse une voiture d'occasion de substitution. Ce qui devait être un simple dédommagement va très vite se changer en échange de souvenirs entre les deux anciens rivaux. Ainsi, ils découvrent qu'aucun des deux n'a réellement gagné, car Ali (la fille que Daniel avait séduite après qu'elle eut rompu avec Johnny) a rompu avec Daniel après le championnat (comme cela a été expliqué dans le 2e film) et elle a refait sa vie ailleurs.
Miguel et Sam ont du mal à s'entendre, surtout qu'après l'avoir vue avec Robby, Miguel semble avoir beaucoup plus de doutes. Tous les membres du Cobra Kai font une soirée à la plage pour fêter leur participation au tournoi, mais aussi pour donner une leçon à une camarade qui s'était ouvertement moquée de Aisha. Cette dernière y voit l'occasion de se venger, car la jeune fille voulait fêter son anniversaire au même endroit. Samantha est invitée par Miguel, mais elle tarde à venir et répondre ce qui accentue les inquiétudes de Miguel. Ce dernier se soûle et frappe Samantha et Robby lorsqu'ils arrivent, ce qui déçoit profondément Samantha.

### Épisode 10:Pitié(Mercy)
L'heure du tournoi a sonné et malgré le désastre de la veille, Johnny est bien décidé à mener son équipe à la victoire. Il finit par leur enseigner la dernière leçon essentielle du Cobra Kai qui est de n’éprouver aucune pitié pendant les combats. Daniel et Sam n'ont tous les deux aucune envie d'assister au tournoi (Sam ne veut plus revoir Miguel après que ce dernier étant ivre l'a frappée à la suite de sa jalousie, tandis que Daniel a peur de voir une victoire plus que probable de son ancien rival). Néanmoins, ils finissent par y aller après que la femme de Daniel les a convaincus. Robby, bien qu’il n'ait plus l'enseignement de Daniel, décide de participer au tournoi en candidat libre, espérant regagner à la fois l'estime de Daniel et de Johnny.

## Production

### Développement
"Cobra Kai" a reçu le feu vert en août 2017, avec dix épisodes d'une demi-heure, écrits et produits par Josh Heald, Jon Hurwitz et Hayden Schlossberg. Bien que la série ait reçu des offres de Netflix, Amazon, Hulu, et AMC, elle s'est finalement retrouvée sur le service d'abonnement YouTube Red, qui s'appelle désormais YouTube Premium,. Le trio a été rejoint par les producteurs exécutifs James Lassiter et Caleeb Pinkett de Overbrook Entertainment en association avec Sony Pictures Television. YouTube Red a sorti la première saison le 2 mai 2018.

### Casting
Ralph Macchio et William Zabka ont relancé leurs personnages « Karate Kid », Daniel LaRusso et Johnny Lawrence. Parmi les autres acteurs de Karate Kid figuraient Randee Heller, qui a repris son rôle de Lucille LaRusso (la mère de Daniel), et Martin Kove, qui a repris son rôle de John Kreese. Le casting de la première saison a été annoncé en octobre 2017 et comprenait Xolo Maridueña, Mary Mouser, Tanner Buchanan et Courtney Henggeler. Ed Asner a joué le rôle d'invité dans le rôle du beau-père verbalement abusif de Johnny, Sid Weinberg. Vanessa Rubio a rejoint le casting dans le rôle de la mère de Miguel en décembre.

### Tournage
Le tournage principal de la première saison a commencé en octobre 2017 à Atlanta, Géorgie. Le tournage a eu lieu à divers endroits tout au long de ce mois, notamment à Union City, Marietta et sur le campus Briarcliff de l'Université Emory. En novembre, les tirs se sont déplacés vers des lieux tels que les terrains Tophat de la North Atlanta Soccer Association à East Cobb. En décembre, la production tournait autour de Marietta et Conyers. Divers plans extérieurs ont également été filmés dans certaines parties de Los Angeles comme Tarzana et Encino. Les emplacements extérieurs comprenaient Golf N' Stuff à Norwalk et les South Seas Apartments à Reseda, tous deux présentés à l'origine dans "The Karate Kid".

### Musique
Madison Gate Records a sorti la bande originale le 4 mai 2018. La-La Land Records a publié la version physique de la bande originale avec des pistes supplémentaires en juin.

#### Liste des pistes
Toute la musique est composée par Leo Birenberg and Zach Robinson.
| 1.    | Awake the Snake            | 2:06 |
| 2.    | Ace Degenerate             | 1:25 |
| 3.    | Miyagi Memories            | 1:34 |
| 4.    | Strike First               | 1:06 |
| 5.    | Father and Son             | 0:38 |
| 6.    | 50th Anniversary           | 1:00 |
| 7.    | The All-Valley Tournament  | 3:34 |
| 8.    | A Badass Name for a Dojo   | 0:37 |
| 9.    | Miyagi-Do                  | 1:52 |
| 10.   | Slither                    | 1:53 |
| 11.   | Cobra Guy                  | 0:49 |
| 12.   | Balance                    | 1:03 |
| 13.   | Speak Up, Lip              | 0:57 |
| 14.   | Stone vs. Diaz             | 1:40 |
| 15.   | Johnny's Story             | 2:28 |
| 16.   | You Earned It              | 0:51 |
| 17.   | Quiver                     | 1:08 |
| 18.   | Venomous                   | 1:15 |
| 19.   | Bonsai Lessons             | 1:50 |
| 20.   | Ophidiophobia              | 2:16 |
| 21.   | The Wrong Path             | 1:58 |
| 22.   | Final Match                | 1:48 |
| 23.   | The Cobra and the Mongoose | 1:19 |
| 24.   | Time Out                   | 1:35 |
| 25.   | No Mercy                   | 1:14 |
| 26.   | Miyagi's Tomb              | 2:42 |
| 27.   | The New Champion           | 1:37 |
| 28.   | King Cobra                 | 1:37 |
| 43:53 |                            |      |